# Патні-брідж (станція метро)
51°28′06″ пн. ш. 0°12′31″ зх. д. / 51.468278° пн. ш. 0.20875° зх. д.
Патні-брідж (англ. Putney Bridge) — станція лінії Дистрикт Лондонського метро. Розташована у 2-й тарифній зоні, у Фулгем, боро Гаммерсміт і Фулгем, західний Лондон, неподалік від мосту Патні, між станціями Парсонс-Грін та Іст-Путні. Пасажирообіг на 2017 — 5.38 млн осіб

## Історія
- 1. березня 1880 — відкриття кінцевої станції у складі District Railway (DR, сьогоденна лінія Дистрикт), як Патні-брідж-енд-Фулгем.
- 3. червня 1889 — продовження лінії до Вімбелдону.
- 1. вересня 1902 — перейменована на Патні-брідж-енд-Герлінгем.
- 1932 — перейменована на Патні-брідж.

## Пересадки
Пересадки на автобуси London Buses маршрутів 14, 22, 39, 74, 85, 93, 220, 265, 270, 414, 424, 430 та нічні маршрути N22, N74.

## Послуги
| Попередня станція | Лінія | Лінія                           | Лінія | Наступна станція |
| ----------------- | ----- | ------------------------------- | ----- | ---------------- |
| Іст-Патні         |       | Лондонське метро Лінія Дистрикт |       | Парсонс-Грін     |